# گیدار ممدعلیف
گیدار نامدالیف (روسی: Гейдар Нураддинович Мамедалиев؛ زادهٔ ۲ آوریل ۱۹۷۴) کشتی‌گیر اهل روسیه است.
وی همچنین برندهٔ جوایزی همچون نشان دوستی شده‌است.